# Francisco Horta (Fußballfunktionär)

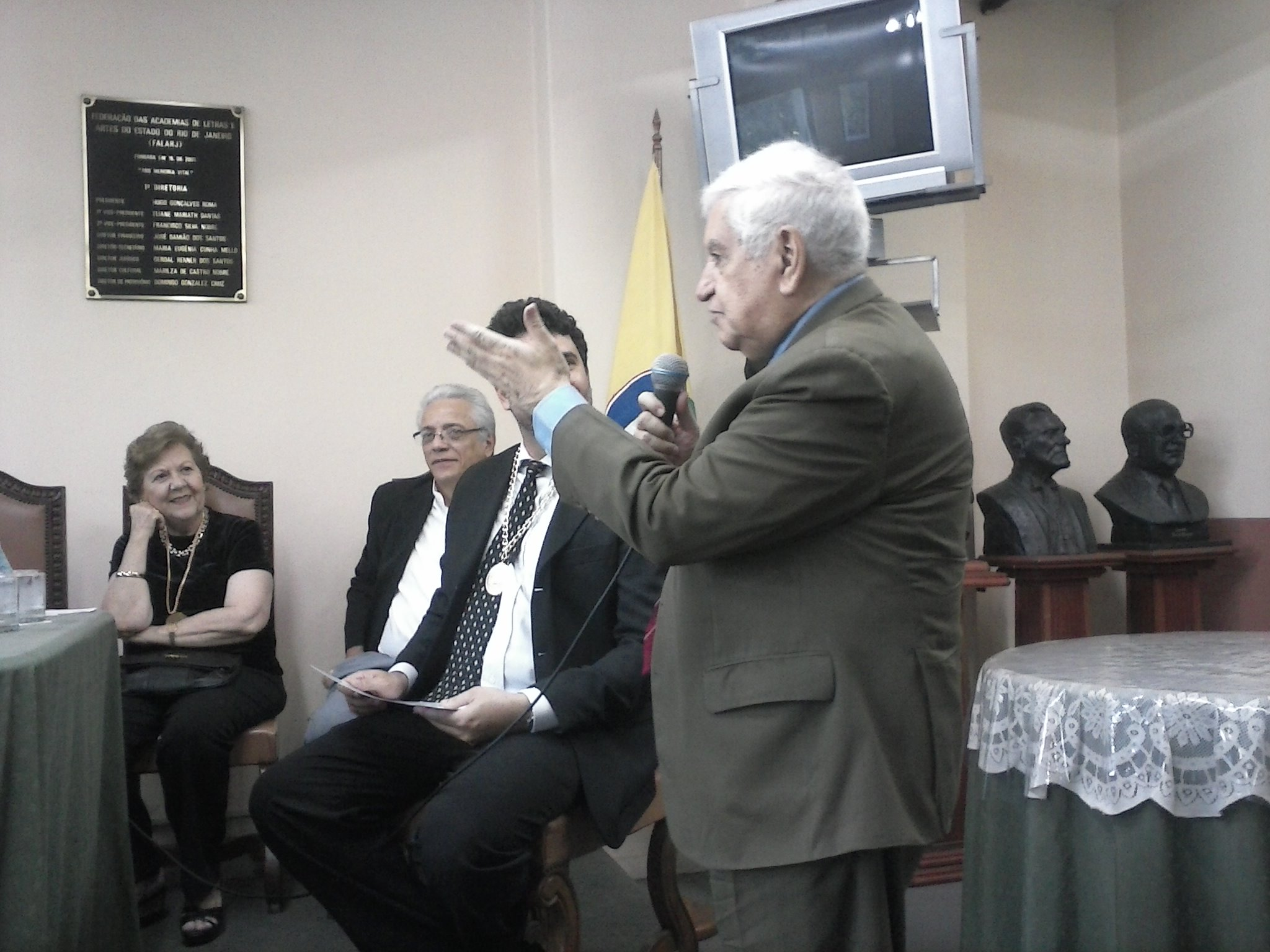
Francisco Horta

Francisco Luiz Cavalcanti da Cunha Horta  (* 23. September 1934) ist ein ehemaliger brasilianischer Jurist, Fußballfunktionär und Politiker.
Horta schloss seine juristische Ausbildung mit einer Promotion ab. 1969 wurde er Richter am 5. Zivilgericht des Bundesstaates Guanabara.
1975 bis 1976 war er Präsident des Fluminense Rio de Janeiro. Die kurze Präsidentschaft war für die internationale Rolle des Vereins prägend. Horta war der erste Präsident, der Marketingpraktiken im Fußball einsetzte und damit eine echte Revolution im Land förderte. Danach war er kurze Zeit Manager beim Flamengo Rio de Janeiro.
1982 wurde Horta für den Partido Trabalhista Brasileiro (PTB) Abgeordneter der Assembleia Legislativa des Bundesstaates Rio de Janeiro. Er war auch als Radiokommentator tätig.

## Ehrungen
- Sobral Pinto-Medaille: 2021[4]